# Justicia ornatopila
Justicia ornatopila är en akantusväxtart som beskrevs av Ensermu Kelbessa. Justicia ornatopila ingår i släktet Justicia och familjen akantusväxter. Inga underarter finns listade i Catalogue of Life.